# بحيرة إدوارد
بحيرة إدوارد هي أصغر البحيرات العظمى الأفريقية. وهي جزء من الوادي المتصدع الكبير العظيم الفرع الغربي في شرق أفريقيا، على الحدود بين جمهورية الكونغو الديمقراطية وأوغندا.
بحيرة إدوارد إحدى مصادر المياه لنهر النيل. وتقع في واد صخري في إفريقيا الوسطى بين أوغندا والكونغو الديمقراطية (زائير سابقًا). وتقع معظم البحيرة داخل أراضي الكونغو الديمقراطية. يبلغ طولها نحو 64 كم وعرضها 51 كم، وتُغَطي مساحتها 2,150 كم². تكثر فيها الأسماك. ويمر نهر سيمليكي من شمال بحيرة إدوارد إلى بحيرة ألبرت عبر واد يقع غرب سلسلة جبال رونزوري. وقد تمكن المكتشف الإنجليزي هنري مورتون ستانلي من الوصول إلى البحيرة عام 1889م. وسمَّاها المكتشف باسم أمير ويلز، الذي أصبح فيما بعد، الملك إدوارد السابع ملك المملكة المتحدة. وكان اسمها الأصلي ألبرت إدوارد نيانزا. ونيانزا تعني بحيرة في لغات البانتو.

## التاريخ

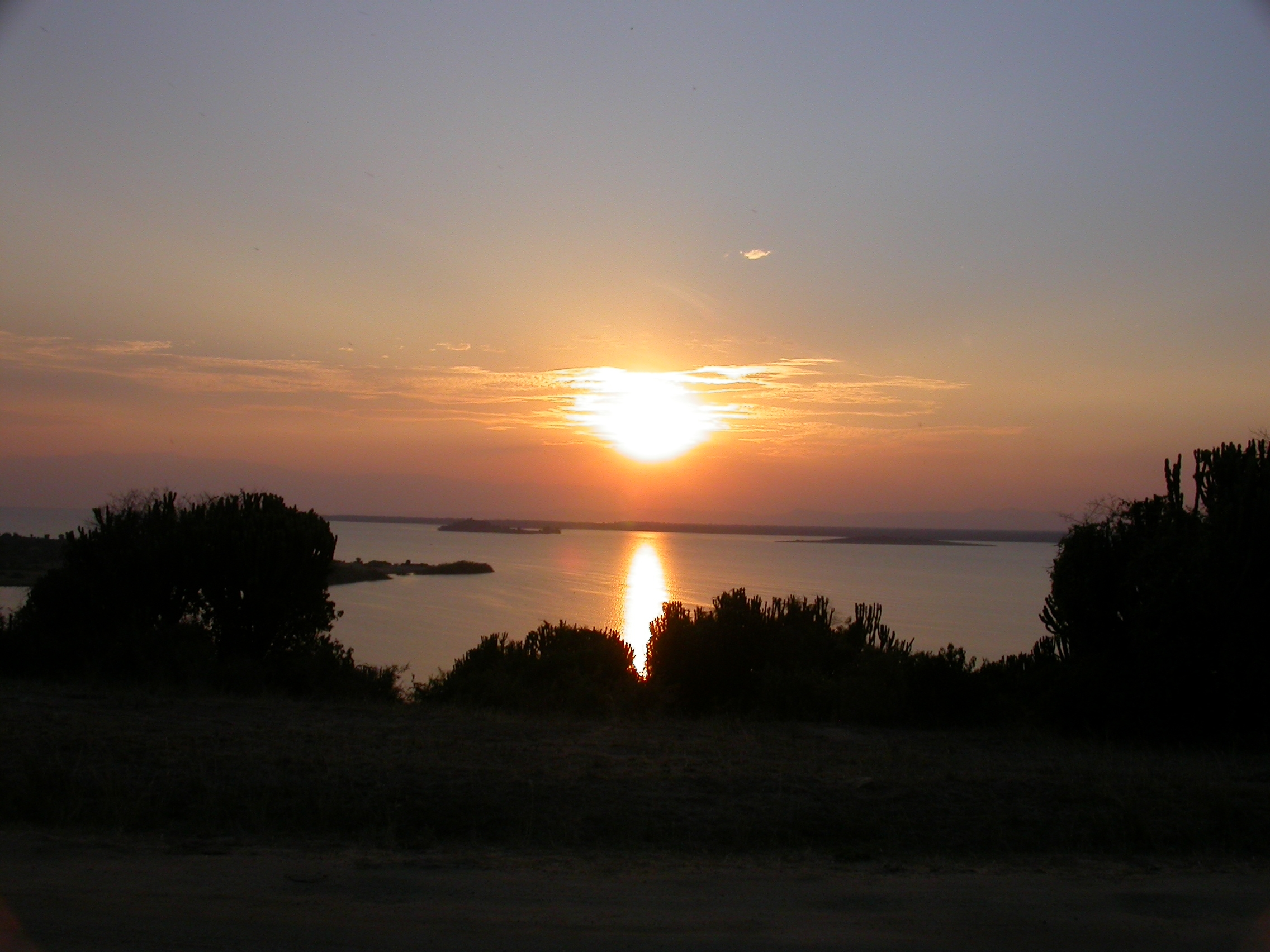
صورة لبحيرة إدوارد من مويا في منتزة الملكة إليزابيث الوطني

رأى ستانلي البحيرة أول مرة عام 1875، واعتقد أنها جزء من بحيرة ألبرت، سميت «خليج بياتريس». في زيارته الثانية عام 1888 والتي استمرت حتى 1889، أدرك أنه هناك بحيرتين مستقلتين، وسماها باسمها الحالي. عام 1973، أعادت أوغندا وزائير (جمهورية الكونغو الديمقراطية) إلى «بحيرة عيدي أمين» أو «بحيرة عيدي أمين دادا» على اسم الديكتاتور الأوغندي عيدي أمين. بعد الإطاحة به عام 1979، أعيد تسمية البحيرة ببحيرة إدوارد.

## جغرافيا

### التضاريس والصرف
تقع بحيرة إدوارد على ارتفاع 920 متراً، وطولها 77 كم وعرضها 40 كم عند أقصى اتساع، وتغطي مساحة 2325 كم مربع، وبذا تحتل المرتبة الخامسة عشرة بين أكبر بحيرات أفريقيا. تُغذّى البحيرة بواسطة نهر نياموغاساني ونهر إشاشا ونهر روتشورو ونهر نتونغوي ونهر رويندي. ويتم التصريف من البحيرة شمالاً إلى بحيرة ألبرت من خلال نهر سيمليكي. في حين يتم التصريف من بحيرة جورج (أوغندا) شمالاً إلى بحيرة إدوارد من خلال قناة كازينغا. يرتفع الجرف الغربي للوادي المتصدع الكبير حوالي 2000 متر فوق الشاطئ الغربي للبحيرة. أما الشاطئان الجنوبي والشرقي فهما عبارة عن سهل منبسط تكوّن من الحمم. تقع جبال رونزوري على بعد 20 كم شمال بحيرة إدوارد.

## البراكين
هناك أدلة كثيرة عن وجود نشاطات بركانية في المنطقة منذ 5000 سنة. يوجد على شطي (قناة كازينكا)، من الناحية الشمالية الشرقية للبحيرة، حقول كاتوي-كيكورونغو وبونياروغورو البركانية ذات الأقماع والحفر البركانية المتعددة. وهناك نظرية تقول أن بحيرتي جورج وإدوارد كانتا بحيرة واحدة فصلتهما حمم البراكين التي لم تبقِ سوى قناة كدليل على تقسيمهما. وعلى بعد 30 كم. إلى الجنوب يوجد بركان حي هو مايو يا موتو على بعد 30 كم، وبركان نياموراغييرا في جبال فيرونغا الغربية على بعد 80 كم جنوبا الذي وصل دفق حممه إلى البحيرة في الماضي.

## التجمعات البشرية
ثلثي مياه البحيرة تتبع لجمهورية الكونغو الديمقراطية والثلث الباقي تتبع لأوغندا. وهي تقع بالكامل من ضمن محميتين طبيعيتين هما حديقة فيرونغا الوطنية في الكونغو وحديقة الملكة أليزابيث الوطنية في أوغندا. ولا يوجد على شواطئها أي تجمعات أو مستوطنانت سكنية كثيفة. هناك بعض التجمعات البسيطة. ففي ناحية الكونغو، هناك تجمع إشانغو في الشمال والتي تحتوي على منشأة تدريب حراس الحديقة، وهناك تجمع فيتشومبي في الجنوب. أم في ناحية أوغندا، هناك تجمعي مويا وكتوي، في الجنوب الشرقي بالقرب من بحيرة على فوهة بركان والتي هي مركز إنتاج الملح الرئيسي في أغندا. يعتبر «نزل سفاري مويا» من أهم المرافق السياحية الرئيسية التي تخدم كلا من بحيرة إدوارد وبحيرة كاتوي. من أقرب المدن الرئيسية للبحيرة مدينة كاسيسي التي تقع على مسافة 50 كيلومترا إلى الشمال الشرقي من أوغندا ووبوتيمبو التي تقع على بعد 150 كيلومترا بعيدا عن طريق البر إلى الشمال الغربي في جمهورية الكونغو الديمقراطية.

## علم البيئة

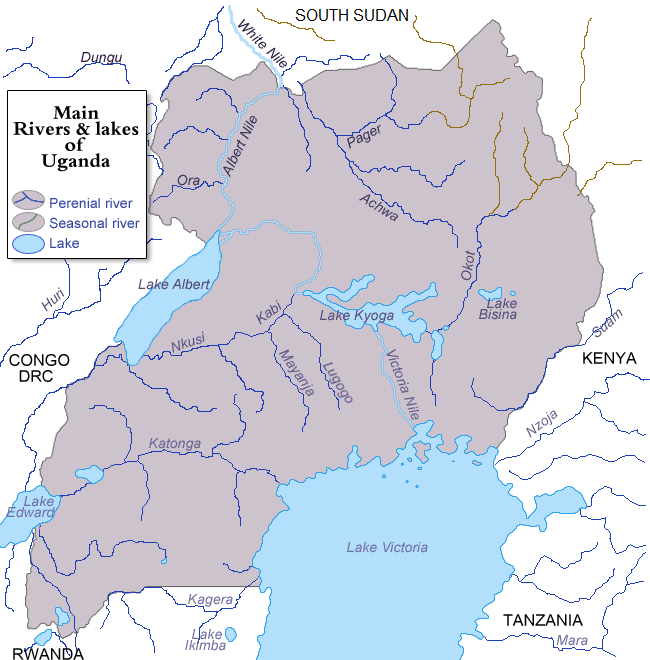
أنهار وبحيرات أوغندا
أنقر على الصورة لتكبيرها.

تعتبر بحيرة إدوارد موطناً لأنواع عديدة من الأسماك. including populations of Bagrus docmac, بلطي نيلي, البلطي النيلي Sarotherodon leucostictus, and over 50 species of هابلوكرومس and other haplochromine species, of which only 8 are formally described. الصيد هو نشاط هام لدى السكان المحليين. الحيوانات التي تعيش على ضفاف البحيرة - بما في ذلك الشمبانزي والفيلة والتماسيح، والأسود محمية من قبل المتنزهات الوطنية. المنطقة هي أيضا موطن لكثير من أنواع الطيور المعمرة والمهاجرة.

## وصلات خارجية
- منظمة الغذاء والزراعة التابعة لهيئة الأمم المتحدة نسخة محفوظة 14 مارس 2008 على موقع واي باك مشين.
- قاعدة بيانات بحيرات العالم (حقائق وأرقام)